# Ilex rupicola
Ilex rupicola är en järneksväxtart som beskrevs av Carl Sigismund Kunth. Ilex rupicola ingår i släktet järnekar, och familjen järneksväxter. Utöver nominatformen finns också underarten I. r. pleiomera.